# Cherbourg Shire
Koordinaten: 26° 17′ S, 151° 57′ O

Das Aboriginal Shire of Cherbourg ist ein lokales Verwaltungsgebiet (LGA) im australischen Bundesstaat Queensland. Das Gebiet ist 31,6 km² groß und hat etwa 1300 Einwohner.

## Geografie
Das Shire liegt im Südosten des Staats etwa 170 km nordwestlich der Hauptstadt Brisbane.
In der Ortschaft Cherbourg südöstlich von Murgon leben alle Einwohner der LGA.

## Geschichte
Auf einem Farmgelände wurde 1901 die Barambah Industrial School gegründet, eine Mission und ein Umerziehungslager für Aborigines aus dem ganzen Staat. 1932 wurde die Station in Cherbourg umbenannt. 1966 wählten die dort lebenden Ureinwohner erstmals einen eigenen Council für die Verwaltung der Gemeinschaft und 20 Jahre später bekam Cherbourg den Status einer Aboriginal Local Government Area.

## Verwaltung
Der Cherbourg Council hat fünf Mitglieder. Der Mayor (Bürgermeister) und vier weitere Councillor werden von allen Bewohnern des Shires gewählt. Die LGA ist nicht in Wahlbezirke unterteilt.